# Camponotus leveillei
Camponotus leveillei är en myrart som beskrevs av Carlo Emery 1895. Camponotus leveillei ingår i släktet hästmyror, och familjen myror. Inga underarter finns listade.

## Bildgalleri

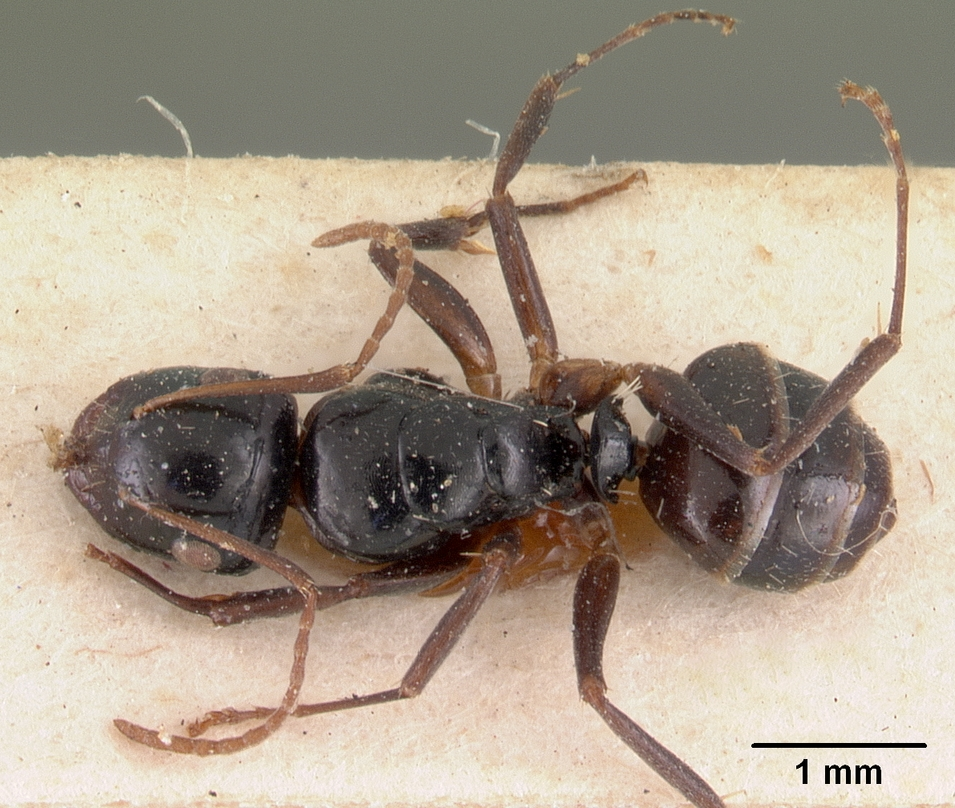
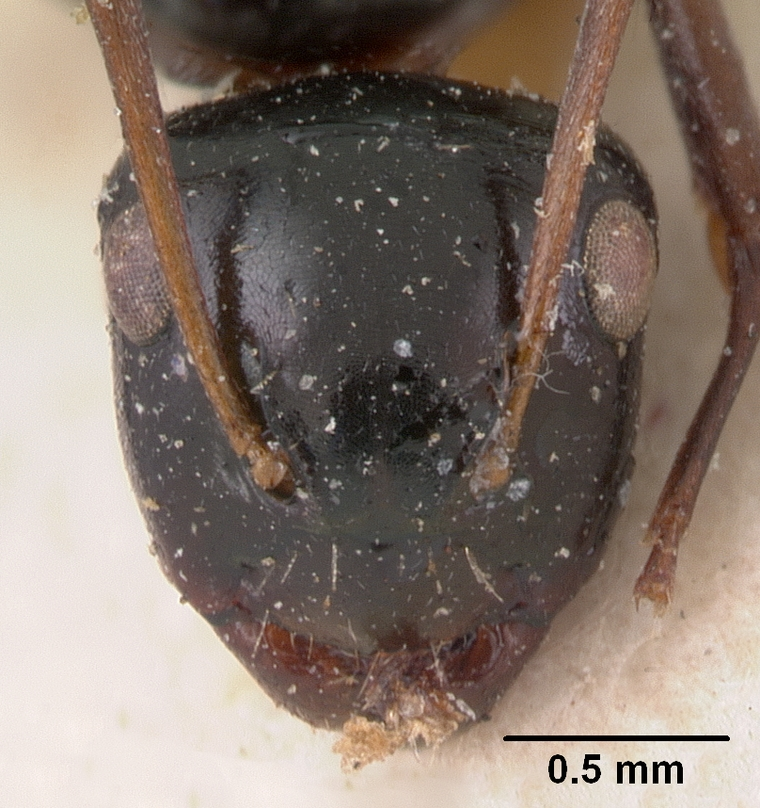
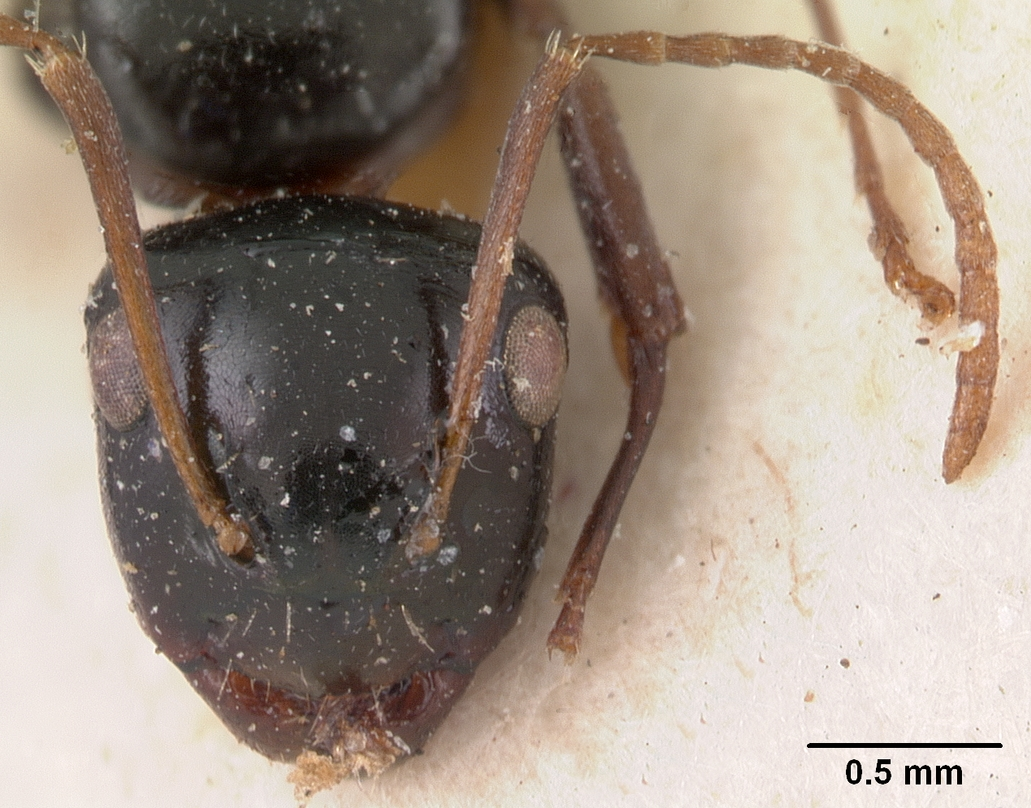
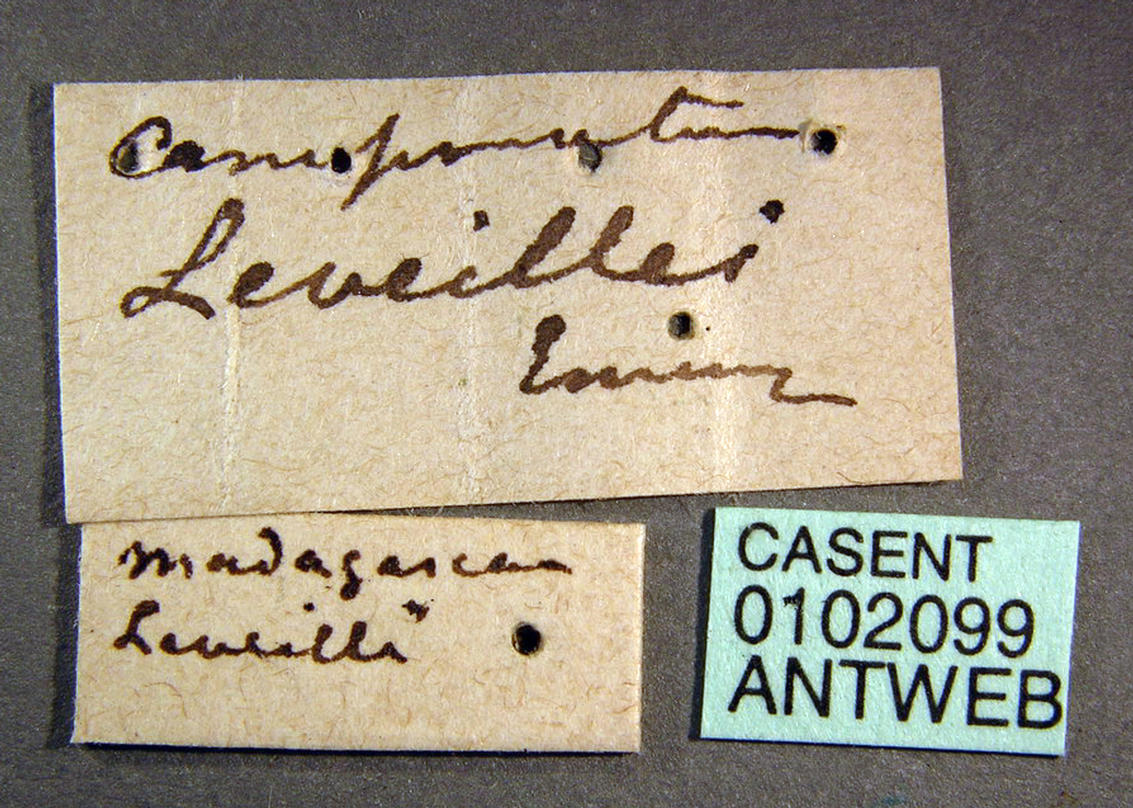
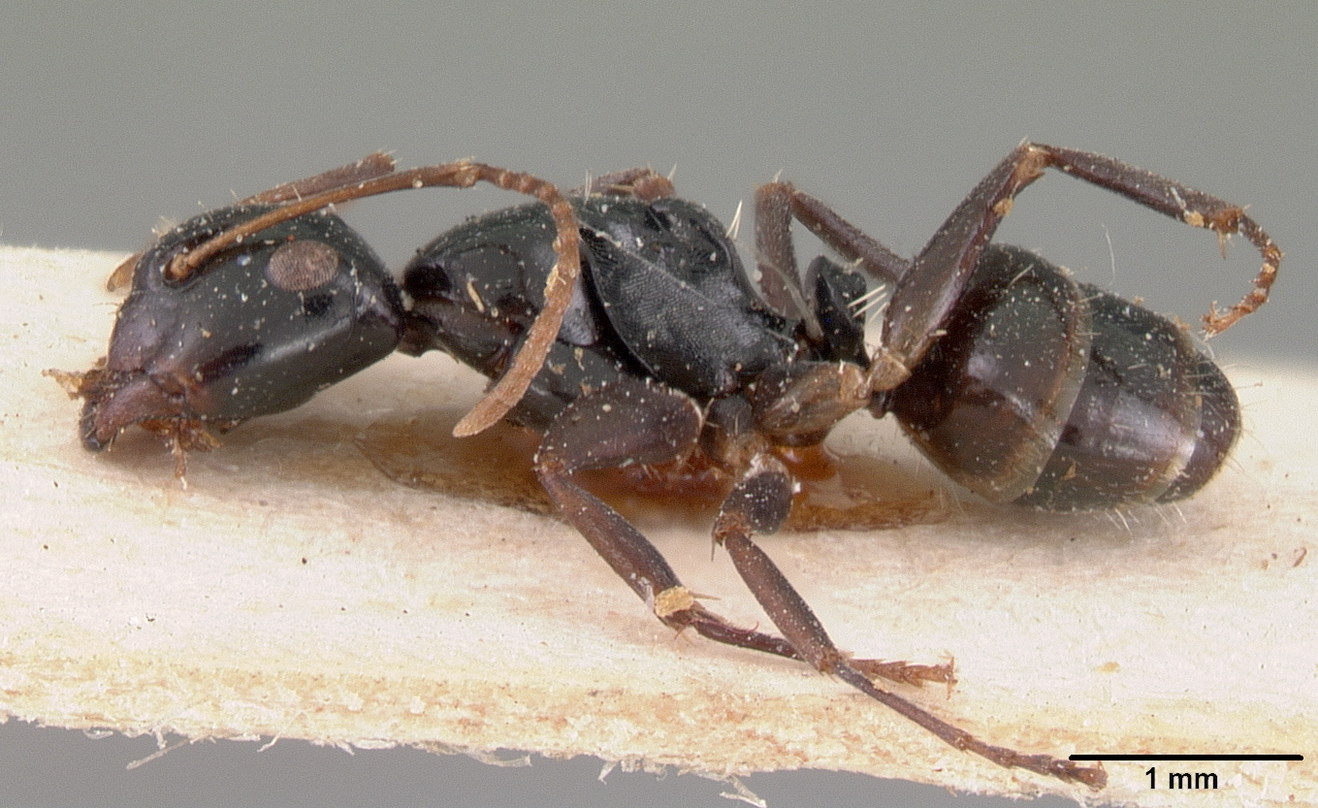